# 個資風暴：劍橋分析事件
《個資風暴：劍橋分析事件》（英語：The Great Hack）是一部由Jehane Noujaim和Karim Amer製作和導演的有關Facebook-劍橋分析數據醜聞的2019年紀錄片。這部電影的音樂由曾獲艾美獎提名的電影作曲家吉爾·塔爾米（Gil Talmi）創作。該片在2019年日舞影展中首映，並於2019年7月24日在Netflix發行。
該紀錄片的要角是帕森設計學院和新學院的大衛·卡羅爾教授、劍橋分析公司的前業務開發總監布特妮·凱瑟，以及英國調查記者卡羅爾·卡德瓦拉德（Carole Cadwalladr）。他們的故事交織在一起，揭示了劍橋分析公司在各國政治中的工作，包括英國脫歐和2016年美國總統選舉。

## 背景
SCL Group是一家私人研究與策略傳播公司，專注於研究並影響大眾行為。該公司在心理战方面具有專業技能，曾在1990年代末期參與全球範圍內的軍事與政治行動，包括在2000年代初進行的開發中國家選戰活動。為了進行與美國選舉相關的業務，其子公司劍橋分析（Cambridge Analytica）於2012年成立。
在2015年，英國的政治顧問公司劍橋分析開始代表泰德·克鲁兹的總統競選活動，試圖贏得2016年美國共和黨提名。該公司利用Facebook作為一種「政治選民監控」的工具，收集用戶資料。
獨立調查中，對数据挖掘的揭露，以及吹哨人對於劍橋分析在英國脫歐影響的揭露，導致一場有關社群媒體在政治選舉中影響力的醜聞。
在這部影片中，劍橋分析醜聞是透過多位涉案人物的視角來探討的。

## 醜聞
劍橋分析專注於大數據。他們收集的資料原本是用來作為銷售策略的一部分，透過製作大規模的行銷活動，以個人化的方式接觸使用者。這些行動的結果最終干擾了美國和英國的政局，也引發了對像Facebook之類社群媒體企業可能涉入的指控。劍橋分析非法收集個人資料的事件最早是在2015年12月由《衛報》的記者Harry Davies報導。他指出，劍橋分析是為美國參議員泰德·克鲁兹工作，並利用從數百萬Facebook用戶帳號中取得的資料，未經同意就進行分析。
Facebook對此事件除聲稱正在調查外，並未發表其他評論。後續有多個新聞媒體追蹤報導，包括了瑞士刊物《Das Magazin》的Hannes Grasseger與Mikael Krogerus於2016年12月的報導（後來被Vice轉譯並刊載）、《衛報》從2017年2月開始Carole Cadwaladr的報導，以及《The Intercept》於2017年3月的Mattathias Schwartz的調查，都揭露了劍橋分析的数据挖掘行為。
前劍橋分析業務拓展主管布特妮·凱瑟更爆料，所有與英國脫歐和泰德·克鲁兹競選活動有關的事件皆屬實。此醜聞甚至讓Facebook創辦人馬克·祖克柏不得不正式在多個美国国会的委員會前作證。

## 概要
當劍橋分析前執行長Alexander Nix在英國第四台（Channel 4）爆料時聲稱他們擁有每位美國選民5000個數據點，David Carroll教授開始關注此事。他展開了一段法律之旅，試圖在英國數據隱私專家律師Ravi Naik及其所屬的ITN律師事務所（ITN Solicitors）協助下，取回自己的數據。由於劍橋分析透過位於英國的SCL公司處理用戶數據，卡羅爾的申訴屬於英國法域範圍。2017年7月4日，卡羅爾向Information Commissioner's Office（ICO）提交了申訴。結果，SCL公司因未遵守ICO規定而被罰款15,000英鎊。同時，Facebook也因相關醜聞中「缺乏透明度及資料蒐集安全問題」而被罰款500,000英鎊。
在與David Carroll教授的法律訴訟期間，SCL公司申請破產。劍橋分析的行為被發現違反了英國的隱私法規。ICO發表聲明指出：「若SCL仍以原有形式存在，我們本意將對該公司開出鉅額罰款，原因是嚴重違反1998年數據保護法令第一條原則，不公平地處理人民的資料，用於政治目的，包括與2016年美國總統選舉相關的用途」。
在David Carroll教授持續展開調查的同時，記者Carole Cadwalladr也持續深入追蹤劍橋分析的影響力。這項調查讓她接觸到一位吹哨者克里斯托弗·怀利，他解釋了如何結合精準投放（microtargeting）及大規模資料蒐集來影響選舉。Carole Cadwalladr在《觀察家報》獨家專訪怀利，揭露了心理特徵剖析（psychographic profiling）策略如何透過剑桥大学教授亚历山大·科根的協助，從Facebook蒐集用戶數據利用。這些指控將劍橋分析醜聞推向公眾視野，也促使懷利在英國國會作證，並提到了劍橋分析前董事Brittany Kaiser的名字。作為劍橋分析醜聞中具爭議但不可或缺的一環，怀利在2019年撰寫了坦承一切的著作《Mindf*ck》。
電影製作團隊在泰國找到了Brittany Kaiser，當時她正考慮是否要成為吹哨者，公開劍橋分析的內幕，或是躲避媒體的追問。在英國出生的社會企業家、作家及組織者Paul Hilder的協助下，她決定回到美國坦白一切。凱澤利用她個人保存的劍橋分析文件檔案，說明劍橋分析在2016年美國總統大選中，如何對毫無防備的個人進行有效的精準投放，尤其是對她所稱的「說服對象」。

## 外部連結
- 在Netflix上觀看《個資風暴：劍橋分析事件》
- 互联网电影数据库（IMDb）上《個資風暴：劍橋分析事件》的资料（英文）
- 爛番茄上《個資風暴：劍橋分析事件》的資料（英文）